# Nacaeus rufonigrus
Nacaeus rufonigrus är en skalbaggsart som beskrevs av Ulrich Irmler 2003. Nacaeus rufonigrus ingår i släktet Nacaeus och familjen kortvingar. Inga underarter finns listade i Catalogue of Life.